# 南千住

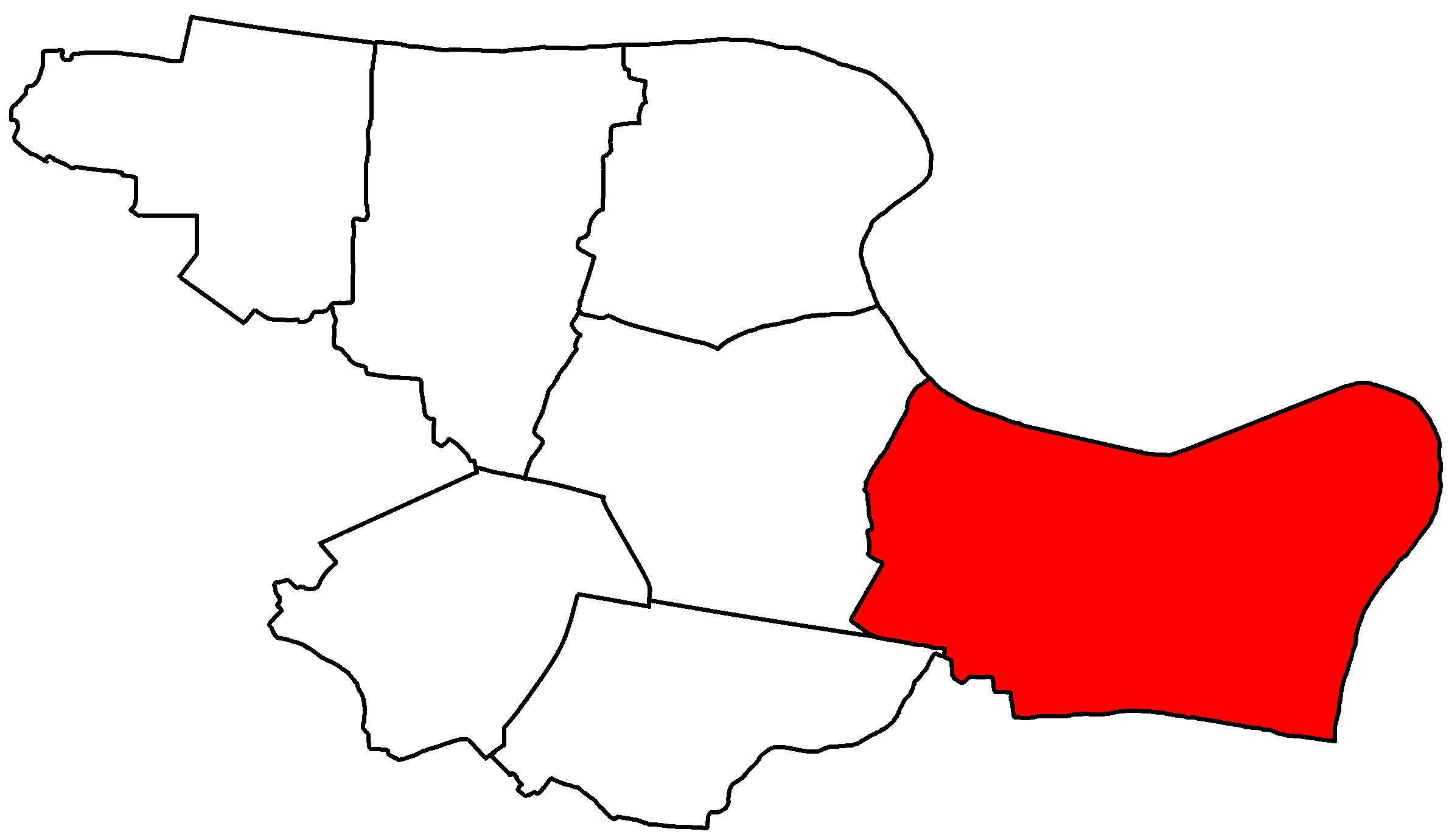
荒川区内の南千住の位置図

南千住（みなみせんじゅ）は、東京都荒川区の町名。現行行政地名は南千住一丁目から南千住八丁目。住居表示実施済区域。

## 地理
東西に長い菱形をした荒川区の頂角に当たる最東端に位置する。町域内は住宅街やマンション街となっており、中央部にJR常磐線・東京メトロ日比谷線・首都圏新都市鉄道つくばエクスプレス南千住駅がある。
また、荒川区東縁を流れる隅田川に北および東を接する。対岸の足立区とは千住大橋と千住汐入大橋、墨田区とは水神大橋と白鬚橋の4本の橋梁で連絡されている。
東は隅田川を挟んで墨田区堤通、西は荒川・東日暮里、南は台東区橋場・清川・日本堤・千束、北は足立区千住緑町・千住橋戸町・千住関屋町・千住曙町とそれぞれ接している。

### 地価
住宅地の地価は、2025年（令和7年）1月1日の公示地価によれば、南千住3-31-5の地点で46万6000円/m2、南千住7-29-11の地点で55万円/m2となっている。

## 歴史
南千住は江戸時代における日光街道の宿場町である千住宿を起源としている。隅田川以北の宿場が拡大し、万治3年（1660年）に千住大橋南側の小塚原町（こづかはらまち）・中村町（なかむらまち）が宿場に加えられ、以来南宿（下宿）と呼ばれた。
かつて江戸時代から明治初期には、小塚原刑場という処刑場（仕置場）があり、20万人余の罪人がここで刑を執行されたという（延命寺内掲示板による）。刑場跡は、現在の南千住駅の西側、常磐線と日比谷線の線路に挟まれる場所にある延命寺内に位置する。
また、隅田川が弓のように大きく東側に張り出した地形に存在していたかつての南千住汐入（現在の南千住四丁目、八丁目、三丁目東側）は、明治時代以降、隅田川の舟運と鉄道貨物基地の陸運を接続する物流の要所のひとつであり、「大日本紡績（ニチボウ、現・ユニチカ）」と「鐘淵紡績（カネボウ）」の2大工場が立地する、工業の町としても発展した。多くの店で安く提供されているモツ煮込みや、「ぼったら」と呼ばれる南千住風もんじゃ焼きで知られる。
ちなみに、南千住駅南側の泪橋交差点を中心に山谷と呼ばれる地域があり、かつては木賃宿が立ち並ぶ労務者の街として知られ、現在も簡易宿泊施設（通称：ドヤ）が少なからず存在する。
1976年10月25日、南千住8丁目の住宅密集地から火災。死者、負傷者はいなかったものの木造住宅、アパートなど18棟が全半焼した。

### 再開発

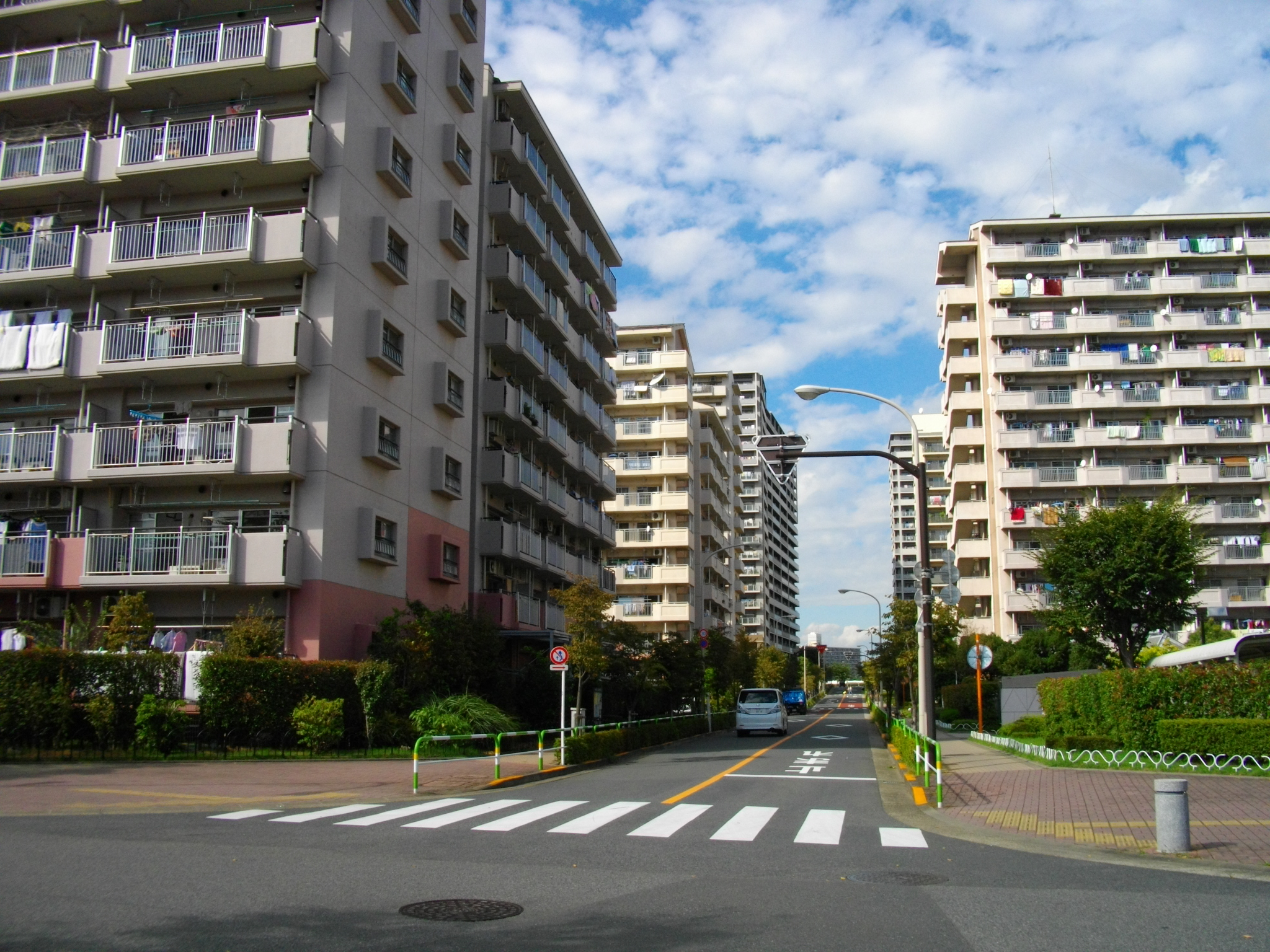
南千住八丁目の街並み

1987年（昭和62年）以降、南千住駅から旧汐入地区を中心とした大規模な再開発が開始され、現在も進行している。特に南千住駅東側に位置する南千住四丁目、八丁目、三丁目東側は、旧国鉄清算事業団処分用地として隅田川貨物駅北部・東部が売却、整備され、旧汐入地区と合わせて大幅な区画整理と共に都市型道路が敷設され、20階～30階建て規模の超高層マンション（ロイヤルパークスタワー南千住、リバーハープタワー南千住、トミンタワー南千住四丁目、都営南千住四丁目アパート）が建設された。
南千住駅東口につながる補助322号沿いには、再開発事業の一環として開業したLaLaテラス南千住などの複合商業施設やロイヤルホームセンター南千住店が建設され、新興住宅市街地として賑わいを見せる。またつくばエクスプレスの開業にともない、JR及び地下鉄南千住駅のリニューアルも実施され、南千住駅利用者の利便性と安全性が高まった。さらに2007年（平成19年）には隅田川沿いに約13ヘクタールにも及ぶ東京都立汐入公園も整備さたた。
現在は南千住駅西口周辺からコツ通りに至る駅前西側地区に、超高層マンションブランズタワー南千住（商業施設アクレスティ南千住）が建設、区民事務所も併設された。
その他、南千住北西端にあたる鉄道線路以西地区、かつ、国道4号以西に位置する南千住六丁目は歴史ある下町的風景が広がるが、近年は隅田川沿いを中心に高層マンションの開発が進んでいる。かつては東京スタジアムが町域内にあった。現在では区が運営する荒川総合スポーツセンター、南千住警察署、マンション及びスーパーマーケットが建てられた。

## 世帯数と人口
2025年（令和7年）3月1日現在（荒川区発表）の世帯数と人口は以下の通りである。
| 丁目         | 世帯数     | 人口     |
| ------------ | ---------- | -------- |
| 南千住一丁目 | 2,568世帯  | 4,380人  |
| 南千住二丁目 | 1,842世帯  | 2,760人  |
| 南千住三丁目 | 2,753世帯  | 5,403人  |
| 南千住四丁目 | 1,775世帯  | 3,646人  |
| 南千住五丁目 | 3,125世帯  | 5,061人  |
| 南千住六丁目 | 3,933世帯  | 8,156人  |
| 南千住七丁目 | 3,366世帯  | 6,521人  |
| 南千住八丁目 | 4,555世帯  | 11,362人 |
| 計           | 23,917世帯 | 47,289人 |

### 人口の変遷
国勢調査による人口の推移。
| 年                 | 人口   |
| ------------------ | ------ |
| 1995年（平成7年）  | 29,651 |
| 2000年（平成12年） | 31,218 |
| 2005年（平成17年） | 35,783 |
| 2010年（平成22年） | 43,319 |
| 2015年（平成27年） | 46,256 |
| 2020年（令和2年）  | 46,781 |

### 世帯数の変遷
国勢調査による世帯数の推移。
| 年                 | 世帯数 |
| ------------------ | ------ |
| 1995年（平成7年）  | 13,149 |
| 2000年（平成12年） | 14,068 |
| 2005年（平成17年） | 16,254 |
| 2010年（平成22年） | 19,099 |
| 2015年（平成27年） | 20,389 |
| 2020年（令和2年）  | 21,521 |

## 学区
区立小・中学校に通う場合、学区は以下の通りとなる（2014年時点）。
| 丁目         | 番地              | 小学校                 | 中学校                   |
| ------------ | ----------------- | ---------------------- | ------------------------ |
| 南千住一丁目 | 1〜13番           | 荒川区立第六瑞光小学校 | 荒川区立第一中学校       |
| 南千住一丁目 | 14〜59番          | 荒川区立瑞光小学校     | 荒川区立第一中学校       |
| 南千住二丁目 | 全域              | 荒川区立第二瑞光小学校 | 荒川区立南千住第二中学校 |
| 南千住三丁目 | 1〜12番           | 荒川区立第三瑞光小学校 | 荒川区立南千住第二中学校 |
| 南千住三丁目 | 13〜41番          | 荒川区立汐入小学校     | 荒川区立第三中学校       |
| 南千住四丁目 | 9番               | 荒川区立汐入小学校     | 荒川区立第三中学校       |
| 南千住四丁目 | 1〜8番            | 荒川区立第三瑞光小学校 | 荒川区立南千住第二中学校 |
| 南千住五丁目 | 12・13番 42〜44番 | 荒川区立第三瑞光小学校 | 荒川区立南千住第二中学校 |
| 南千住五丁目 | 1〜11番 14〜41番  | 荒川区立第二瑞光小学校 | 荒川区立南千住第二中学校 |
| 南千住六丁目 | 1〜37番           | 荒川区立瑞光小学校     | 荒川区立第一中学校       |
| 南千住六丁目 | 38〜71番          | 荒川区立第三瑞光小学校 | 荒川区立南千住第二中学校 |
| 南千住七丁目 | 全域              | 荒川区立第三瑞光小学校 | 荒川区立南千住第二中学校 |
| 南千住八丁目 | 1〜5番            | 荒川区立汐入小学校     | 荒川区立第三中学校       |
| 南千住八丁目 | 6〜18番           | 荒川区立汐入東小学校   | 荒川区立第三中学校       |

## 事業所
2021年（令和3年）現在の経済センサス調査による事業所数と従業員数は以下の通りである。
| 丁目         | 事業所数    | 従業員数 |
| ------------ | ----------- | -------- |
| 南千住一丁目 | 195事業所   | 1,151人  |
| 南千住二丁目 | 98事業所    | 826人    |
| 南千住三丁目 | 161事業所   | 3,074人  |
| 南千住四丁目 | 113事業所   | 2,778人  |
| 南千住五丁目 | 171事業所   | 1,165人  |
| 南千住六丁目 | 175事業所   | 2,041人  |
| 南千住七丁目 | 120事業所   | 1,209人  |
| 南千住八丁目 | 117事業所   | 1,512人  |
| 計           | 1,150事業所 | 13,756人 |

### 事業者数の変遷
経済センサスによる事業所数の推移。
| 年                 | 事業者数 |
| ------------------ | -------- |
| 2016年（平成28年） | 1,234    |
| 2021年（令和3年）  | 1,150    |

### 従業員数の変遷
経済センサスによる従業員数の推移。
| 年                 | 従業員数 |
| ------------------ | -------- |
| 2016年（平成28年） | 12,802   |
| 2021年（令和3年）  | 13,756   |

## 交通

### 鉄道
東日本旅客鉄道
- 常磐快速線：南千住駅

首都圏新都市鉄道
- つくばエクスプレス：南千住駅

東京地下鉄
- 日比谷線：南千住駅

東京都交通局
- 都電荒川線：三ノ輪橋停留場（都電荒川線の起点である）/荒川一中前停留場

日本貨物鉄道
- 隅田川駅 - 貨物専用駅

- なお、8丁目の一部では、隅田川を越えて、京成電鉄本線京成関屋駅や東武鉄道伊勢崎線（東武スカイツリーライン）牛田駅（いずれも足立区）の方が区内の南千住駅より近い地域がある。

### 道路・橋梁
道路
- 国道4号（日光街道）
- 東京都道306号王子千住夢の島線（明治通り）
- 東京都道314号言問大谷田線
- 東京都道464号言問橋南千住線

橋梁
- 千住大橋
- 千住汐入大橋
- 水神大橋
- 白鬚橋

## 施設
- 南千住西部区民事務所
- 南千住東部区民事務所
- ブランズタワー南千住
- 南千住警察署
- 東京都交通局都営バス南千住営業所

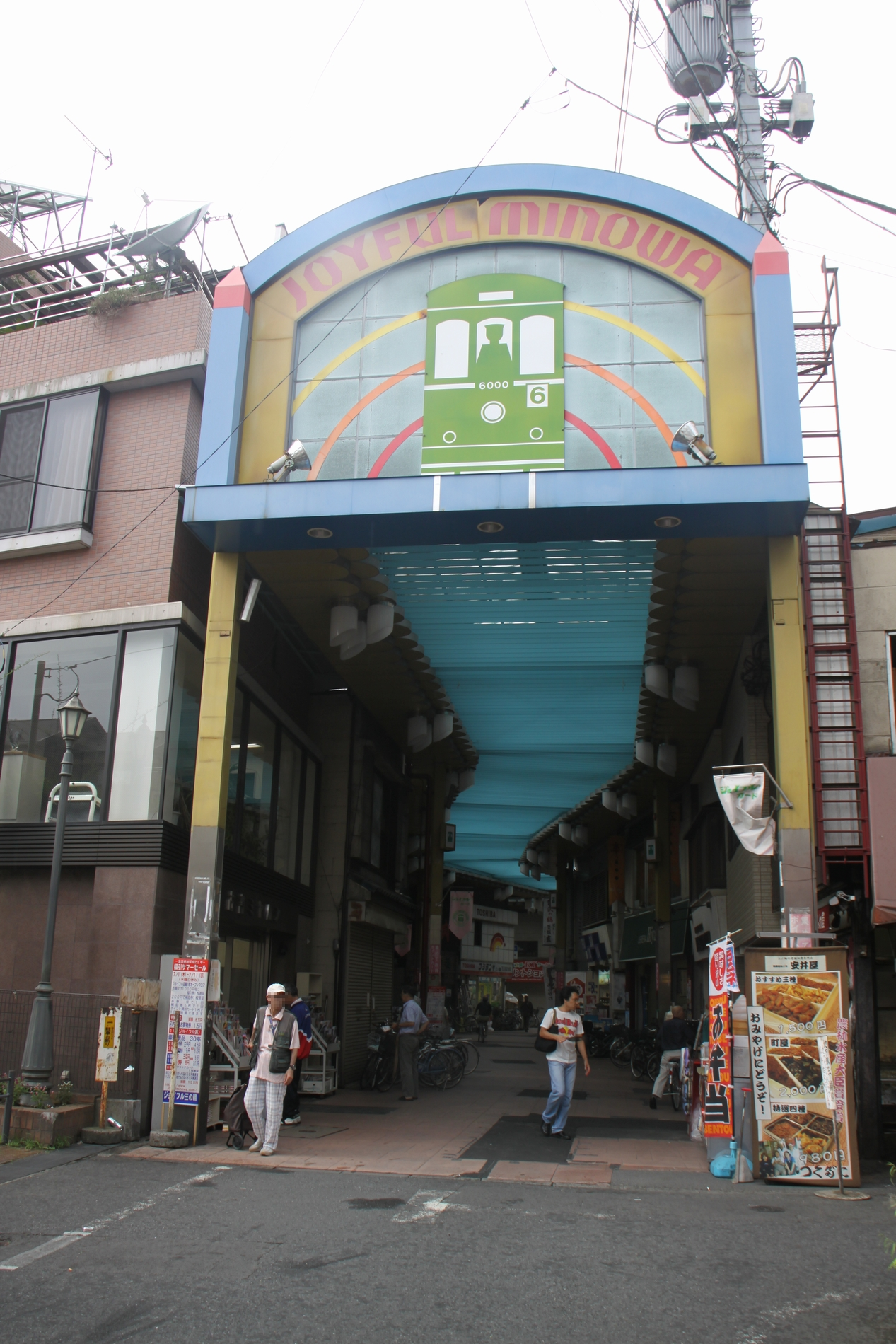
ジョイフル三ノ輪商店街

- 東京都水道局南千住浄水場（現在の南千住給水所）
- 東京都水道局江東工業用水道事務所
- 東京都下水道局管理事務所
- 東京都立荒川工科高等学校
- 東京都立産業技術高等専門学校
- 荒川総合スポーツセンター

### 現存しない施設
- 東京スタジアム（1962年開設 - 1972年閉鎖）

## 出身者
- 志村正順 - アナウンサー
- 小松崎茂 - イラストレーター
- 三根山隆司 - 力士
- 白石安男 - 東京理科大学准教授
- 三遊亭歌る多 - 落語家
- 奥菜恵 - 女優（荒川区立第三瑞光小学校・荒川区立南千住第二中学校卒業）
- チャパリータASARI - 女子プロレスラー
- 貫地谷しほり - 女優
- 志喜屋文 - 元女優

## フィクション
- こちら葛飾区亀有公園前派出所の中で登場する本田速人の出身地でもある。

## その他

### 日本郵便
- 郵便番号 : 116-0003[3]（集配局 : 荒川郵便局[16]）。